# Loma Bella
Loma Bella är en ort i Mexiko.   Den ligger i kommunen Palmar de Bravo och delstaten Puebla, i den sydöstra delen av landet, 170 km öster om huvudstaden Mexico City. Loma Bella ligger 2 195 meter över havet och antalet invånare är 102.
Terrängen runt Loma Bella är varierad. Runt Loma Bella är det ganska tätbefolkat, med 185 invånare per kvadratkilometer. Närmaste större samhälle är Tecamachalco, 14,6 km väster om Loma Bella. Trakten runt Loma Bella består till största delen av jordbruksmark.